# Mesophleps gigantella
Mesophleps gigantella is een vlinder uit de familie tastermotten (Gelechiidae). De wetenschappelijke naam van deze soort is voor het eerst geldig gepubliceerd in 2012 door Li & Sattler.
De soort komt voor in tropisch Afrika.